# MIX MARKET
MIX MARKET（ミックスマーケット）は、1999年デビューの日本のロック・パンク・スカ・バンドである。別名ミックス・ミクマ。

## 来歴
1997年に結成し、1999年 K.O.G.A Recordsよりデビュー。その後も同レーベルの代名詞的存在として作品のリリースを続ける一方、2010年頃には海外進出を果たし、中国3大音楽フェス全てに出演を果たしたほか、韓国・台湾の音楽フェスにも出演している。日本では、KOGA Recordsのある下北沢のライブハウスを活動拠点に地方公演も数多く行っている。2019年にデビュー20周年を迎え、プロデューサーにmasasucksを迎え、記念アルバム「RED LION」をリリースした。

## メンバー
| メンバー名                  | 愛称                 | 担当                 | 備考       |
| --------------------------- | -------------------- | -------------------- | ---------- |
| ユッティ (YUTTy)            |                      | ボーカル・キーボード |            |
| コータ (KOTA)               |                      | ギター・コーラス     | 作曲も行う |
| ダイスケ (DAISUKE UDAGAWA)  | ダイスケ・ダイちゃん | ギター・コーラス     |            |
| タケミ (TAKEMI KAWAKAMI)    | タケミ・タケミン     | ベース・コーラス     |            |
| タカナカ (AKIHIKO TAKANAKA) | アキちゃん           | ドラムス             |            |

## 出演歴
- RED LION TOUR 2019 （全国8都市15か所: 2019年6月11日～12月10日）[4]
- 2019 搖滾台中 ROCK IN TAICHUNG（台湾・台中市, 2019年9月8日）

## ディスコグラフィ
- HEART WAVE（1999年3月21日, KOGA Records）
- FIND IT HERE !!（1999年4月1日, KOGA Records）
- HEART WAVE（2000年2月20日, KOGA Records）
- FUZZY FLOOR（2001年3月25日, KOGA Records）
- WEDDING YOU - MIND（2001年11月7日, KOGA Records）
- BE MY BABY（2001年12月1日, KOGA Records）
- never inspiration（2003年1月15日, KOGA Records）
- treasure land（2003年3月15日, KOGA Records）
- chronicle（2004年5月8日, KOGA Records）
- モンスター!（2007年9月5日, KOGA Records）※タワーレコード限定
- ZOO ZOO ZOO -MM BEST OF KOGA YEARS- （2007年10月10日, KOGA Records）
- しあわせのエレファント（2007年11月7日, KOGA Records）
- whammy（2013年7月3日, KOGA Records）
- split album"ROCK'N'ROLL"（2014年11月5日, KOGA Records）※SpecialThanksとの共作[5][6][7][8]
- split album"ROCK'N'ROLL"<限定盤>（2015年3月4日, KOGA Records）※SpecialThanksとの共作
- RED LION（2019年6月5日, KOGA Records））※デビュー20周年記念作品[9]